# Betická Kordillera
Betická Kordillera, také nazývaná Andaluské pohoří (španělsky Cordilleras Béticas) je jeden z hlavních horských systémů ve Španělsku. Rozkládá se na jihu Iberského poloostrova od Gibraltarského průlivu až k mysu Nao ve Valencijském regionu. Má délku 600 km a šířku 100 až 200 km, pochází z období třetihor. Betická Kordillera je tvořena řadou izolovaných horských hřbetů a horami prostoupenými řadou pánví a kotlin. Nachází se zde nejvyšší kontinentální pohoří Španělska Sierra Nevada s nejvyšší horou Mulhacén (3 478 m).

## Členění

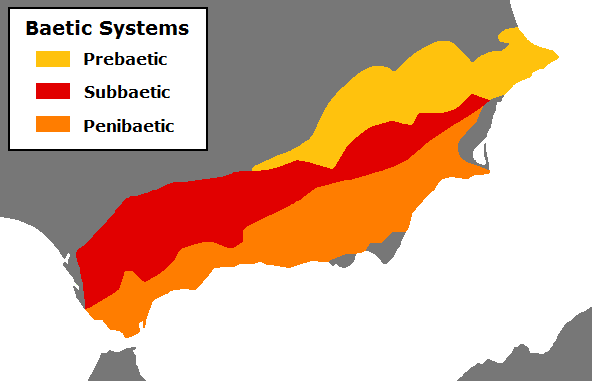
Zóna předbetická (žlutě), Zóna subbetická (červeně), Zóna betická (oranžově)

Zóna předbetická (Cordillera Prebética)
Tvoří severovýchodní část Betické Kordillery, zasahuje nejdále do vnitrozemí. Horská pásma leží na rozvodí řek Guadalquivir a Segura. Je složena z druhohorních a třetihorních sedimentů.
Pohoří: Sierra de Cazorla, Sierra de Segura, Sierra de Alcaraz, Sierra de Castril, Sierra de Cabrilla, Sierra Seca, Sierra de la Sagra, Sierra del Taibilla, Sierra de María, Sierra de Salinas, Sierra de Crevillente, Sierra de Orihuela, Sierra de Callosa, Sierra del Cid, Sierra del Maigmó, Sierra de Mariola, Sierra de Aitana, Montgó, Sierra de Bernia, Peñón de Ifach, Sierra Grossa
Zóna subbetická (Cordillera Subbética)
Rozkládá se od pobřeží Atlantského oceánu v okolí města Cádiz až k mysu Cabo de la Nao při pobřeží Středozemního moře v blízkosti Valencie. Je rovněž složena z druhohorních a třetihorních sedimentů.
Pohoří: Sierra de Grazalema, Sierra Sur de Sevilla, Sierras Subbéticas de Córdoba, Sierra de Parapanda, Sierra de Loja, Sierra Sur de Jaén, Sierra Harana, Sierra de Huétor, Sierra de la Alfaguara, Sierra Mágina, Sierra de La Sagra
Zóna betická (Cordillera Penibética)
Betická zóna se rozkládá při pobřeží Středozemního moře a náleží k ní nejvyšší horské masivy celé Betické Kordillery. Hlavní a základní složení tvoří metamorfované horniny a hlubinné vyvřeliny. V podhůřích, na svazích a v kotlinách se nachází sedimenty.
Pohoří: Serranía de Ronda, Sierra de Grazalema, Sierra de las Nieves, Sierra de Tejeda, Sierra de Almijara, Sierra Nevada, Sierra de la Contraviesa, Sierra de Gádor, Sierra de Baza, Sierra de los Filabres, Sierra de Las Estancias

## Geografie
Z geomorfologického hlediska tvoří Předbetická a Subbetická zóna jedno vnější pásmo oddělené od Betické zóny hlubokou brázdou a soustavou pánví a kotlin. Největší z těchto pánví je Granadská. Vnější pásmo dosahuje největší výšky na severovýchodě. Některá pohoří zde mají nadmořskou výšku přes 2 000 m. Ve vnitřním pásmu, Betické zóně, výrazně vystupuje nad ostatní pohoří Sierra Nevada. Její vrcholy, jako jediné z Betické zóny, přesahují nadmořskou výšku 3 000 m. Jižní svahy hor Betické zóny jsou výrazně příkřejší (a místy skalnaté) než svahy severní.